# (2005) Hencke
(2005) Hencke – planetoida z pasa głównego asteroid okrążająca Słońce w ciągu 4 lat i 91 dni w średniej odległości 2,62 au. Została odkryta 2 września 1973 roku w Observatorium Zimmerwald w Szwajcarii przez Paula Wilda. Nazwa planetoidy pochodzi od Karla Henckego (1793–1866), niemieckiego astronoma. Przed jej nadaniem planetoida nosiła oznaczenie tymczasowe (2005) 1973 RA.